# Cleome pakistanica
Cleome pakistanica là một loài thực vật có hoa trong họ Màng màng. Loài này được (Jafri) Khatoon & A.Perveen mô tả khoa học đầu tiên năm 2003.